# 211 до н. е.

## Події
- Консули Римської республіки Публій Сульпіцій Гальба Максим та Гней Фульвій Центумал
- Битва при Верхньому Бетісі
- Облога Капуї

## Померли
- Аппій Клавдій Пульхр, римський консул
- Маній Помпоній Матон, римський політик